# Sabaria multidentata
Sabaria multidentata är en fjärilsart som beskrevs av W. Warren 1894. Sabaria multidentata ingår i släktet Sabaria och familjen mätare. Inga underarter finns listade.